# Línea E (Montevideo)
La Línea E fue una línea de tranvías suburbana del departamento Montevideo, la cual unía la Casa de Gobierno con el pueblo de Santiago Vázquez. Es considerado el último servicio de tranvías de Uruguay.

## Ferrocarril del Norte

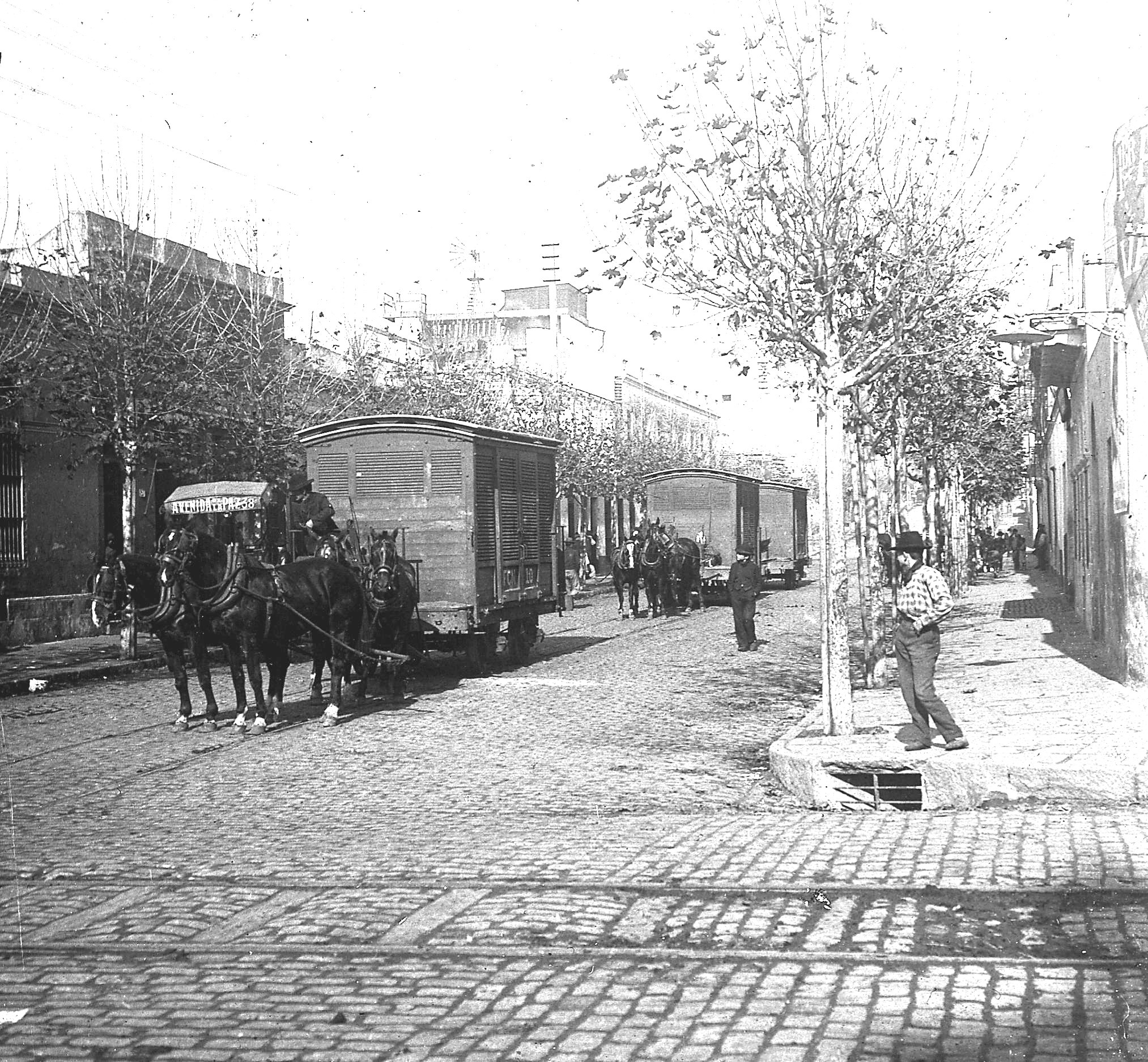
Tranvía del Ferrocarril y Tranvía del Norte

Los inicios se remontan a 1871 cuando se licitó abiertamente la construcción y explotación de una línea férrea entre Arroyo Seco y Santiago Vázquez con objetivos de transportar carne desde los mataderos y corralones. Al llegar a la Estación del Norte en Arroyo Seco se desacoplaban del ferrocarril y comenzaban a ser remolcados de a uno, por dos caballos, para repartir la carne en la ciudad. También eran utilizados para el transporte de pasajeros, pero en muy bajo nivel dado que solamente se contaba con dos salones, y por ende, la gran mayoría de los servicios eran trenes mixtos.
En 1873 se funda la Empresa de Corrales y F.C. del Norte e inaugurando sus servicios en 1878. Posteriormente en 1885 se denominaría Ferrocarril y Tranvía del Norte.

### Frecuencia
En los comienzos, corrían tres trenes de ida y vuelta por día. Desde Arroyo Seco, a las 5:10, 11:00 y 16:10 y desde La Barra a las 9:30, 13:00 y 17:10. En los regresos, el de la mañana traía la leche y el último del día unos 20 vagones con la carne. Siempre llevaban al menos un coche de pasajeros ya que, aparte de los viajeros ocasionales, se agregaba un núcleo permanente que eran los "abastecedores" (así se denominaba a los empresarios de la matanza).

### Duración del recorrido
El Ferrocarril tenía estaciones y apeaderos. Desde la estación del Norte en Arroyo Seco hasta Fynn empleaba 16 minutos, a Parada Nocetti 20, a Hansen media hora, estación Llamas 37 minutos, a Lecocq 47 y al final del viaje, 52 minutos.

### Recorrido
El trazado de la vía partía de la estación del Norte en Arroyo Seco, por la calle Mendoza. Al llegar a Carlos Princivalle tomaba General Farías hasta llegar a Jujuy. Luego continuaba por Uruguayana durante varias cuadras, cruzaba su puente sobre el Arroyo Miguelete (todavía existente) para dirigirse a Ángel Salvo, donde al cruzarla la calle se transformaba en Bulevar Manuel Herrera y Obes pero solo durante dos cuadras. Luego la vía se abría hacia la derecha y cruzaba el paso a nivel de la calle Dr. Martín Berinduague, para luego cortar 3 manzanas y transitar por un pasaje que se abría entre las casas hasta la esquina entre Avenida Carlos María Ramírez y José Llupes (parte del recorrido es el Pasaje Rodolfo Larrea y el Pasaje del Norte situado en el Parque Bellán).
A continuación tomaba José Llupes, la cual transitaba por más de 40 cuadras, hasta tomar Camino Tomkinson en el barrio de Paso de la Arena, para llegar a Pearl S. Buck y luego dirigirse por Luis Batlle Berres (ex Simón Martínez) pues en 1957 cuando fue suprimida la E este personaje aún vivía, en su casa del Camino de Las Tropas casi Simón Martínez hacia afuera, paralelo a la calzada a mano derecha.
Luego entraba (siempre a mano derecha) por el actual Camino Del Tapir dónde recorría varios metros hasta llegar a la Estación Llamas (la única estación del trayecto) ubicada en la inntersección de la calle homónima. Cabe destacar que el resto de las detenciones eran realizadas en simples paradas donde se podía abordar el servicio.
Luego ingresaba al terraplén junto a Víctor Jara y después por la actual Del Tranvía a la Barra en referencia a este servicio. El ingreso a Santiago Vázquez se hacía por la actual calle Pasaje de la Vía y luego por Quarahy finalizando en el edificio central del matadero, no habiendo una estación física de ferrocarril.
Los mataderos y corrales de abasto estaban ubicados en lo que es hoy el parque llamado Segunda República Española. Cabe destacar que las columnas de piedra de ese parque, si bien no son las originales de los galpones del matadero están situadas en representación de las mismas.

### Estación del Norte
La estación del Norte en Arroyo Seco y sus talleres para el mantenimiento del material rodante, estaban ubicados en el predio donde hoy día se encuentra erguido el Palacio de la Luz, de la compañía estatal UTE y un edificio que sirve como estacionamiento, fabricado con ladrillos también propiedad de la empresa. Existía también una vía muerta para estacionar vagones, que se extendía por la calle Jujuy, que terminaba después de la primera Usina Eléctrica de Montevideo, la Central Calcagno, en la esquina de Entre Ríos.

## Estatización

### Administración de Ferrocarriles y Tranvías del Estado
El 4 de enero de 1915 el Ferrocarril y Tranvía del Norte es estatizado, pasando a fundarse la Administración Nacional de Tranvías y Ferrocarril del Norte. Posteriormente se denominó Administración de Ferrocarriles y Tranvías del Estado en 1920.
En 1921 AFTE importó dos coches denominados Unit Cars de la marca The Rushmore Co. Al año siguiente, en mayo comenzaron a prestar servicios dónde arrojaron resultados negativos debido al relieve del recorrido, siendo deasfectados del servicio y volviendo al sistema mixto de carga-pasajeros que se utilizaba desde 1878.

## Línea E

### La Transatlántica
En 1924 AFTE acordó con la empresa privada La Transatlántica que esta cumpliera el servicio de ferrocarril con tranvías eléctricos. Al año siguiente fueron erradicados todos los servicios tranviarios con tracción a sangre de la ciudad y zonas suburbanas (en este caso la única línea).
Las condiciones impuestas por el gobierno nacional en la electrificación de la línea fueron que La Transatlántica aportaba el personal, los coches y sus vías desde el Centro de Montevideo hasta las calles José Llupes y Avenida Carlos María Ramírez (en Belvedere), donde se construyó un empalme con la vía férrea que fue electrificada.
El tramo comprendido entre la intersección mencionada y el terraplén de la calle Valentín Gómez no fueron utilizados por la compañía y pertenecieron a AFTE hasta 1929 cuando los servicios de carga fueron desestimados, levantando las vías del tramo.
Los trenes mixtos dejaron de correr en diciembre de 1926 y el ferrocarril, tal cual lo previsto, concentró su actividad en el transporte de cargas a través de formaciones con locomotoras a vapor con el recorrido original. Mientras que el tranvía circulaba exclusivamente para pasajeros por Agraciada.
El nuevo servicio tranviario fue conocido como Línea E (única en todo Montevideo no identificada con un número). Fue inaugurado el 15 de diciembre de 1926 y su éxito fue notable aumentando la frecuencia a 40 minutos por sentido a diferencia del ferrocarril con tres servicios diarios por sentido.
También se modificó su recorrido iniciando en la Plaza Independencia justo en frente al Palacio de Gobierno. Circuló por 18 de Julio, Andes, Uruguay, Rondeau, Agraciada donde en el cruce ferroviario debía detenerse durante diez minutos esperando la vía libre y prosiguiendo por el recorrido establecido hasta Santiago Vázquez. Cabe destacar que se construyó un ramal electrificado en la intersección de Quarahy y Guazunambí hasta la calle La Balsa muy próxima al Río Santa Lucía utilizada sólo por el tranvía.

### Sociedad Comercial de Montevideo
Como consecuencia de que La Transatlántica fue absorbida por la Sociedad Comercial de Montevideo en 1933 está cambió los colores de los tranvías de color amarillo a colocarles una franja ancha de color rojo sobre la mitad del lateral y en su frente completamente rojo.
Los coches eran guardados en la Estación Agraciada en un principio y posteriormente en la Estación Larrobla bajo la órbita de la Sociedad Comercial de Montevideo. Esta última fue la cabecera de la línea desde 1942 debido a la escasez de repuestos y carbón (para producir electricidad) por la Segunda Guerra Mundial que provocó la inoperación de varios de sus coches produciendo una época de carestía en la compañía.

### Amdet
Con el nacimiento de Administración Municipal de Transportes en diciembre de 1947 el gobierno nacional nacionalizó la empresa Sociedad Comercial de Montevideo y el gobierno municipal adquirió las empresas TUSA y AMSA. La línea E perteneció a AMDET de forma mixta con AFTE, siendo la primera la propietaria de los tranvías y la última encargada del mantenimiento de la infraestructura.
En esa época el gobierno municipal estaba centrado en la sustitución del tranvía como medio obsoleto por uno moderno como el trolebús, es por ello que la cabecera (Estación Larrobla) fue adjudicada como estacionamiento para ómnibus. Siendo la estación de inicio desplazada casi 2 kilómetros hacia el Centro en la Estación Agraciada (actualmente Plaza de las Pioneras).
En setiembre de 1952 la Administración de Ferrocarriles y Tranvías del Estado se disuelve y todos los ferrocarriles del territorio nacional son estatizados a través de la Administración de Ferrocarriles del Estado, quien también llevó a cabo las tareas que realizaba AFTE.
En enero de 1956 AMDET decidió recortar el tramo hasta Belvedere por motivos desconocidos, pero se enmarcaron en la supresión masiva de los servicios tranviarios del departamento.
Desde la municipalización los servicios decayeron de forma drástica en todo el sistema, con mantenimientos a la infraestructura prácticamente nulos provocando desarrollos de bajas velocidades en gran parte de la traza, descarrilamientos, omisiones de horarios y demás situaciones que provocaron una deficiencia drástica en el nivel de la línea.
Finalmente el 13 de abril de 1957 fue el último día de servicios activos en la línea con el coche 159, el cual finalizó sus servicios en el pueblo de Santiago Vázquez. Al día siguiente el mismo regresó a la Estación Agraciada ya fuera de servicio, concluyendo la era de los servicios activos tranviarios de pasajeros en Montevideo.

## Tren Ecoturístico
En abril de 2005 la Intendencia de Montevideo anunció la recuperación de la extinta Línea E de forma turística entre el Parque Lecocq y el pueblo de Santiago Vázquez a través de rieles de trocha angosta (60 cm.) durante 2200 metros en una primera instancia. Se proyectó una extensión de 1500 metros hasta el ex puente ferroviario de la Barra de Santa Lucía pero no se concretó.
Se utilizaron una locomotora diésel John Fowler Co. de 1948 y una Orenstein & Koppell de 1936 con 4 vagones en total.
Se desconoce el final aproximado de los servicios turísticos del Tren Ecoturístico, se sabe que fue en la década del 2010.
Actualmente sobre las calles Del Tranvía a la Barra y Pasaje de la Vía sobreviven restos del trazado invadido por la naturaleza de los Humedales y el Parque Lecocq.